# Giấy phép MIT
Giấy phép MIT là một loại giấy phép sử dụng cho các phần mềm mã nguồn mở được phát triển dựa trên một loại giấy phép có nguồn gốc tại Viện Công nghệ Massachusetts (MIT). Là một giấy phép cấp phép, nó có rất ít các hạn chế sử dụng lại và do đó, có một khả năng tương thích giấy phép tuyệt vời. Các rủi ro cấp phép của MIT trong phần mềm sở hữu độc quyền được cung cấp bởi tất cả các bản sao của phần mềm được cấp phép bao gồm một bản sao các điều khoản của Giấy phép MIT và các điểm chú ý về bản quyền. Giấy phép MIT cũng tương thích với nhiều giấy phép copyleft, ví dụ như GNU General Public License (GPL). Phần mềm được cấp phép MIT có thể được tích hợp vào phần mềm GPL, nhưng không phải là cách khác.
Tính đến  năm 2015, nó là giấy phép phần mềm phổ biến nhất trên GitHub, trước bất kỳ biến thể GPL nào và các giấy phép phần mềm tự do nguồn mở (FOSS) khác. Các dự án đáng chú ý sử dụng một trong các phiên bản của Giấy phép MIT bao gồm Ruby on Rails, Node.js, jQuery và Hệ thống X Window.
Giấy phép MIT còn có tên gọi khác là giấy phép X11. Một số phần mềm sử dụng cả hai loại giấy phép như thư viện jQuery được cấp giấy phép theo cả MIT và Giấy phép Công cộng GNU.

## Điều khoản cấp phép
Một hình thức phổ biến của Giấy phép MIT là này (được lấy từ trang web của Sáng kiến nguồn mở, điều này giống với "Giấy phép Expat", và khác với giấy phép được sử dụng trong mã nguồn X):
```
Copyright (c) <year> <copyright holders>

Permission is hereby granted, free of charge, to any person obtaining a copy
of this software and associated documentation files (the "Software"), to deal
in the Software without restriction, including without limitation the rights
to use, copy, modify, merge, publish, distribute, sublicense, and/or sell
copies of the Software, and to permit persons to whom the Software is
furnished to do so, subject to the following conditions:

The above copyright notice and this permission notice shall be included in all
copies or substantial portions of the Software.

THE SOFTWARE IS PROVIDED "AS IS", WITHOUT WARRANTY OF ANY KIND, EXPRESS OR
IMPLIED, INCLUDING BUT NOT LIMITED TO THE WARRANTIES OF MERCHANTABILITY,
FITNESS FOR A PARTICULAR PURPOSE AND NONINFRINGEMENT. IN NO EVENT SHALL THE
AUTHORS OR COPYRIGHT HOLDERS BE LIABLE FOR ANY CLAIM, DAMAGES OR OTHER
LIABILITY, WHETHER IN AN ACTION OF CONTRACT, TORT OR OTHERWISE, ARISING FROM,
OUT OF OR IN CONNECTION WITH THE SOFTWARE OR THE USE OR OTHER DEALINGS IN THE
SOFTWARE.
```

Một dạng giấy phép trung gian được X Consortium sử dụng cho X11 sử dụng từ ngữ sau đây:
```
Copyright (C) <date> X Consortium

Permission is hereby granted, free of charge, to any person obtaining a copy of this software and associated documentation files (the "Software"), to deal in the Software without restriction, including without limitation the rights to use, copy, modify, merge, publish, distribute, sublicense, and/or sell copies of the Software, and to permit persons to whom the Software is furnished to do so, subject to the following conditions:

The above copyright notice and this permission notice shall be included in all copies or substantial portions of the Software.

THE SOFTWARE IS PROVIDED "AS IS", WITHOUT WARRANTY OF ANY KIND, EXPRESS OR IMPLIED, INCLUDING BUT NOT LIMITED TO THE WARRANTIES OF MERCHANTABILITY, FITNESS FOR A PARTICULAR PURPOSE AND NONINFRINGEMENT. IN NO EVENT SHALL THE X CONSORTIUM BE LIABLE FOR ANY CLAIM, DAMAGES OR OTHER LIABILITY, WHETHER IN AN ACTION OF CONTRACT, TORT OR OTHERWISE, ARISING FROM, OUT OF OR IN CONNECTION WITH THE SOFTWARE OR THE USE OR OTHER DEALINGS IN THE SOFTWARE.

Except as contained in this notice, the name of the X Consortium shall not be used in advertising or otherwise to promote the sale, use or other dealings in this Software without prior written authorization from the X Consortium.

X Window System is a trademark of X Consortium, Inc.
```

## Biến thể
Bởi vì MIT đã sử dụng nhiều giấy phép cho phần mềm, Free Software Foundation đánh giá "Giấy phép MIT" không rõ ràng. "Giấy phép MIT" có thể tham khảo Giấy phép Expat (được sử dụng cho thư viện phân tích cú pháp XML Expat) hoặc Giấy phép X11 (còn được gọi là "Giấy phép MIT / X Consortium"; được dùng cho X Window System bởi MIT X Consortium). "Giấy phép MIT" được xuất bản bởi Sáng kiến nguồn mở  như là "Giấy phép Expat".

Giấy phép X11 và " Giấy phép MIT" được chọn cho ncurses bởi Free Software Foundation cả hai đều bao gồm mệnh đề sau, không có trong Giấy phép Expat:
Trừ khi có trong thông báo này, (các) tên của chủ sở hữu bản quyền ở trên sẽ không được sử dụng trong quảng cáo hoặc cách khác để quảng bá việc bán, sử dụng hoặc các giao dịch khác trong Phần mềm này mà không có sự cho phép trước bằng văn bản.

## So sánh với các giấy phép khác
Giấy phép BSD gốc cũng bao gồm một điều khoản yêu cầu tất cả quảng cáo của phần mềm để hiển thị thông báo ghi nhận tác giả của nó. "Điều khoản quảng cáo" này (kể từ khi bị từ chối bởi UC Berkeley) hiện diện trong Giấy phép MIT được sửa đổi được sử dụng bởi XFree86.
University of Illinois/NCSA Open Source License kết hợp văn bản từ cả giấy phép MIT và BSD; giấy phép cấp và từ chối trách nhiệm được lấy từ Giấy phép MIT.
Giấy phép ISC có những điểm tương đồng với cả giấy phép MIT và các giấy phép BSD đơn giản hóa, sự khác biệt lớn nhất là ngôn ngữ được coi là không cần thiết bởi Công ước Berne được bỏ qua.

## Quan hệ với Bằng sáng chế
Giống như giấy phép BSD, giấy phép MIT không bao gồm giấy phép bằng sáng chế. Cả hai giấy phép BSD và MIT đều được soạn thảo trước khi khả năng cấp bằng sáng chế của phần mềm thường được công nhận theo luật pháp Mỹ. Giấy phép cho phép tương tự, bao gồm giấy phép bằng sáng chế của người đóng góp rõ ràng, là Giấy phép Apache phiên bản 2.0+. Giấy phép MIT chứa các điều khoản được sử dụng trong việc xác định quyền của chủ sở hữu bằng sáng chế ở 35 phần Mã Hoa Kỳ 154, cụ thể là "sử dụng" và "bán". Điều này đã được hiểu bởi một số nhà bình luận như là một giấy phép ngầm để sử dụng bất kỳ bằng sáng chế cơ bản nào.

## Tiếp nhận
Tính đến  năm 2015, Theo Black Duck Software và blog năm 2015 từ GitHub, giấy phép MIT là giấy phép phần mềm tự do phổ biến nhất, với GNU GPLv2 đứng thứ hai trong mẫu kho lưu trữ của họ. Vào tháng 6 năm 2016, một phân tích về các gói của Dự án Fedora cho thấy MIT là giấy phép được sử dụng nhiều nhất..
Các dự án đáng chú ý sử dụng một trong các phiên bản của Giấy phép MIT bao gồm Expat, một thư viện phân tích cú pháp XML, Ruby on Rails, một framework ứng dụng web; Node.js, môi trường chạy ứng dụng web; jQuery, một thư viện JavaScript; Ngôn ngữ lập trình Lua; và X Window System, với giấy phép được viết ban đầu. Framework.NET Core của Microsoft cũng được xuất bản theo Giấy phép MIT và kho lưu trữ mã nguồn trên GitHub bao gồm giấy phép cho bất kỳ ai truy cập tài nguyên.